# Stok Lacki (przystanek kolejowy)
Stok Lacki – przystanek osobowy w Bieli, w województwie mazowieckim, w Polsce.

## Ruch pasażerski
| Rok  | Wymiana pasażerska na dobę |
| ---- | -------------------------- |
| 2017 | 10-19                      |
| 2022 | 0-9                        |

## Połączenia
- Czeremcha
- Hajnówka
- Mińsk Mazowiecki
- Siedlce
- Warszawa Zachodnia